# Fernando Pascoal Neves
Fernando Pascoal Neves, besser bekannt unter dem Namen Pavão (* 12. August 1947 in Chaves; † 16. Dezember 1973 in Porto), war ein portugiesischer Fußballspieler.
Fernando Pascoal Neves begann seine Karriere als Jugendlicher bei Desportivo de Chaves in seinem Heimatort im Bezirk Vila Real nahe der portugiesischen Nordgrenze. Bereits als Siebzehnjähriger wurde er vom FC Porto verpflichtet, für den er zunächst in der Junioren-Mannschaft spielte. Den Höhepunkt seiner fußballerischen Laufbahn erreichte er bereits vier Jahre später in der Saison 1967/68, als er mit Porto im Finale mit einem 2:1-Sieg gegen Vitória Setúbal den Pokal in die Stadt am Douro holte.
In der 13. Minute der 13. Partie der Saison 1973/74 des FC Porto gegen denselben Gegner fiel Pavão, der bekannt dafür war seine Gegner mit ausgestreckten Armen zu überspielen, plötzlich ohne Einwirkung eines Gegners nach einem  Pass-Spiel zu seinem Mannschaftskameraden António Oliveira auf den Rasen. Er wurde von dem Estádio das Antas in das Krankenhaus São João gebracht, wo er trotz der eingeleiteten Wiederbelebungsmaßnahmen nicht gerettet werden konnte.

## Erfolge
- Gewinn des Portugiesischen Fußballpokals mit dem FC-Porto 1968
- 6 Einsätze für die Portugiesische Fußballnationalmannschaft